# جاوثر (شخصية أنمي)
جاوثر من الشخصيات الرئيسية لأنمي ومانغا الخطايا السبع المميتة.
وهو من صناعة أحد الشياطين الوصايا العشر السابقين وقدراته ذهنية: كالتحكم في العقل والذاكرة وقراءة الافكار